# 庫克冰川
庫克冰川（英語：Cooke Glacier），是南極洲的冰川，位於埃爾斯沃思地，全長11公里，流經弗萊徹半島的北端，由美國南極名稱諮詢委員會命名，現時由南極條約體系管理。